# Eino Forsström
Eino Forsström (Oslo, 10 de abril de 1889 — 26 de julho de 1961) foi um ginasta finlandês que competiu em provas de ginástica artística pela nação.

## Carreira
Forsström é o detentor de duas medalhas olímpicas, conquistadas em duas seguidas edições. Na primeira, os Jogos de Londres, em 1908, competiu como ginasta na prova coletiva. Ao lado de outros 25 companheiros, conquistou a medalha de bronze, após ser superado pelas nações da Suécia, medalhista de ouro, e Noruega, segunda colocada. Quatro anos mais tarde, novamente como membro de equipe, subiu ao pódio como medalhista de prata, no evento coletivo de sistema livre.